# August Belaen
August Daniel Belaen (Hulste, 17 december 1923 - Veurne, 7 oktober 1998) was een Belgisch senator.

## Levensloop
Belaen was de zesde van de elf kinderen van Achiel Belaen en Marie Devlaminck. Zoals zijn vader en vijf van zijn broers was hij lid van het korps van vrijwillige brandweerlieden in Hulste. Hij trouwde in Veurne in 1951 en het echtpaar kreeg zes kinderen. 
Hij volgde lager middelbaar onderwijs in Kortrijk en ging vervolgens werken als vlasarbeider. Van 1942 tot 1965 doorliep hij een loopbaan in de christelijke arbeidersbeweging:
- 1942-1945: hoofdleider, gewestleider, vrijgestelde KAJ;
- 1943-1945: lid van de ondergrondse KAJ en verplicht tewerkgestelde in Hannover;
- 1945-1946: gewestelijk vrijgestelde KAJ;
- 1946-1951: nationaal vrijgestelde KAJ;
- 1951-1965: gewestelijk secretaris ACV Oostende-Veurne.

Van 1965 tot 1968 was Belaen provinciaal senator voor de CVP.
Nadat hij niet meer herkozen werd, was hij gedurende een aantal jaren kabinetsmedewerker van minister Jos De Saeger.

## Publicatie
- Verslag van Daniel Belaen over KAJ-aktie te Hannover-Hainholz, 1943, in Archief CEGESOMA, Brussel (Archien en documenten betreffende jeugdbewegingen).